# Zurück zum Glück
Zurück zum Glück (juego de palabras en alemán traducible como 'Afortunadamente de vuelta' o 'De vuelta a la felicidad') es un álbum de estudio del grupo alemán de punk rock Die Toten Hosen. Fue lanzado por al mercado por la discográfica JKP el 11 de octubre de 2004. Alcanzó el primer puesto en las listas de ventas de Alemania, el segundo en Austria y el tercero en Suiza. Del disco se extrajeron cuatro sencillos: Ich bin die Sehnsucht in dir, Walkampf, Alles wird vorübergehen y Freunde.
La portada es obra del diseñador alemán Dirk Rudolph, y consiste en retratos en blanco y negro de los integrantes de la banda con manchas negras tapando parte de las caras, creando la ilusión de que alguien ha derramado un tintero encima.

## Lista de canciones
1. Kopf oder Zahl ("Cara o cruz")− 2:46 (música: Andreas von Holst, Campino/ letra: Campino)
2. Wir sind der Weg ("Somos el camino") − 2:18 (Michael Breitkopf/ Campino)
3. Ich bin die Sehnsucht in dir ("Soy la nostalgia que hay en ti") − 4:03 (von Holst / Campino, Arezu Weitholz)
4. Weißes Rauschen ("Ruido blanco") − 2:07 (Andreas Meurer / Campino)
5. Alles wird vorübergehen ("Todo pasará") − 3:11 (von Holst / Campino)
6. Beten ("Rezar") − 2:47 (von Holst / Campino)
7. Wunder ("Milagro") − 2:41 (Breitkopf/ Campino, Funny van Dannen)
8. Herz brennt ("El corazón arde") − 3:57 (Meurer / Campino)
9. Zurück zum Glück ("De vuelta a la felicidad"/"Afortunadamente de vuelta") − 2:42 (van Dannen, Campino)
10. Die Behauptung ("La afirmación") − 3:05 (von Holst / Campino), acompañados por Raphael Zweifel al chelo y Hans Steingen en la introducción
11. How Do You Feel? ("¿Cómo te sientes?") − 3:22 (Breitkopf / T. V. Smith)
12. Freunde ("Amigos") − 4:01 (Frege, von Holst / Campino)
13. Walkampf[n. 1]− 3:34 (Campino, van Dannen)
14. Goldener Westen ("El dorado Occidente") − 2:50 (von Holst, Campino / Campino)
15. Am Ende ("Al final") − 3:19 (Meurer / Campino)

1. ↑  El título quiere decir literalmente "lucha de ballenas". Es un juego de palabras con la expresión Wahlkampf, "campaña electoral".